# Rodrigo De Paul
Rodrigo Javier De Paul (Sarandí, Gran Buenos Aires, 24 de maig de 1994 és un futbolista professional argentí que juga com a migcampista per l'Inter de Miami.

## Carrera esportiva

### Racing Club
De Paul va ingressar al planter del Racing Club de Avellaneda el 2002, a vuit anys. Fou convocat amb el primer equip el 24 de juny 2012, encara en edat júnior, per un partit contra el Vélez Sarsfield, tot i que finalment va romandre a la banqueta en una derrota a casa per 1–2.
El 10 de febrer de 2013 De Paul va jugar el seu primer partit com a professional, substituint Mauro Camoranesi al minut 76 en una derrota per 0–3 contra l'Atlético de Rafaela. Va marcar el seu primer gol un mes després, el darrer d'una victòria per 3–0 contra el San Martín de San Juan.
De Paul va jugar 19 partits durant la temporada 2012–13 de la primera divisió argentina. La temporada següent, 2013–14, va jugar 35 partits i hi va marcar quatre gols.

### València
El 9 de maig de 2014 es va anunciar que el València CF havia arribat a un acord amb el Racing per fitxar De Paul per 6.5 milions de dòlars. Va signar un contracte per cinc anys amb els valencians el 6 de juny, i va debutar a La Liga el 23 d'agost, substituint Paco Alcácer al minut 65 en un empat 1–1 a fora de casa contra el Sevilla FC, però en què fou expulsat un minut després per culpa d'una agressió a Aleix Vidal.

### Cessió al Racing Club de Avellaneda
El gener de 2016, al mercat d'hivern, i després d'haver jugat només sis partits com a titular amb el València, fou cedit al seu club anterior, el Racing Club de Avellaneda, fins a final de temporada, coincidint amb l'arribada també cedit de Denís Txérixev al València.

## Palmarès
Selecció argentina
- 1 Copa del Món: 2022[9]
- 2 Copes Amèrica: 2021,[10] 2024[11]
- 1 Copa de Campions Conmebol-UEFA: 2022[12]